# Filomaci Pomorscy
Filomaci Pomorscy – nazwa określająca tajne związki młodzieży działające głównie na Pomorzu Nadwiślańskim (Pomorzu Gdańskim i ziemi chełmińskiej) w latach 1830–1920. Po odrodzeniu niepodległości wyszły z konspiracji i kontynuowały swoją działalność, dając początek wielu Polskim Korporacjom Akademickim. Jedną z korporacji najliczniej skupiających Filomatów z Pomorza była Korporacja Akademicka „Baltia”.

## Charakterystyka
Związki filomackie opierały się na programie samokształcenia i samowychowania w duchu patriotycznym. Posiadały własną strukturę, statut, program, władze, siedzibę i bibliotekę. Organizowały pracę formacyjną, naukową, społeczną i samopomocową. Autoedukacja zaznaczała się głównie w wymiarze literacko-historycznym.

## Historia
Okres działalności związków filomackich na Pomorzu można podzielić na: lata 1830–1901, Proces Toruński Filomatów Pomorskich i Wielkopolskich 1901, działalność związków filomackich na Pomorzu 1901–1920. Powstanie Związku Filomatów Pomorskich nastąpiło w Toruniu w 1922 r. Ostatni zjazd filomatów pomorskich datuje się na 20 maja 1972 r. w Wejherowie.

## Wybrani członkowie związku Filomaci Pomorscy
Znanych jest ponad 1300 nazwisk członków kół filomackich na Pomorzu Nadwiślańskim, m.in. z Brodnicy, Chełmna, Chojnic, Gdańska, Grudziądza, Nowego Miasta Lubawskiego, Starogardu Gdańskiego, Świecia, Torunia, Wałcza, Wejherowa, Lubawy i Kwidzyna.
Do związku należeli:
- Józef Prądzyński – ksiądz prałat, działacz niepodległościowy, w Chełmnie 1896–1898 zastępca przewodniczącego koła Towarzystwo Filomatów, był skazany w procesie toruńskim filomatów w 1901; filister h.c. i kapelan Korporacji Akademickiej Baltia.
- Stefan Łaszewski – prawnik, działacz niepodległościowy, działał w Chełmnie 1879–1882 koło Tomasz Zan, koło Mickiewicz, doprowadził do ich zjednoczenia – Prezes koła Towarzystwo Filomatów; filister h.c. Korporacji Akademickiej Baltia.
- Julian Szychowski – adwokat, senator, Honorowy Obywatel Grudziądza; należał do tajnego Związku Filomatów Pomorskich, po zdobyciu matury w 1900 roku studiował prawo, a także ekonomię na uniwersytetach we Wrocławiu, Berlinie i Królewcu. W czasie studiów był członkiem tajnych studenckich organizacji samokształceniowych.
- Szczepan Gracz – pallotyn, czasie nauki szkolnej działał w tajnej organizacji filomackiej, propagator harcerstwa na Pomorzu, był współzałożycielem Związku Filomatów Pomorskich (1922).
- Władysław Łęga – ksiądz, kapelan armii gen. Hallera we Francji, uczęszczał do gimnazjum w Rogoźnie, gdzie należał do tajnego Kółka Filomatów, działacz Związku Filomatów Pomorskich.
- Antoni Henryk Szuman – ks. prałat, uczył się w Klasycznym Gimnazjum w Toruniu, gdzie był przewodniczącym tajnej organizacji filomackiej (1896–1900), kształtując wśród młodzieży polską świadomość narodową na konspiracyjnych zebraniach w domu Szumanów, za co był sądzony w procesie filomatów pomorskich w Toruniu 1901 roku.
- Aleksander Karczyński (1882–1973) – jeden z uczestników procesu filomatów pomorskich w Toruniu 1901 r., późniejszy organista, kompozytor i dyrygent Polonii amerykańskiej.
- Józef Iwicki – inżynier, działacz TZZ Wejherowo, współzałożyciel i działacz Korporacji Akademickiej Związek Akademików Gdańskich Wisła.
- Jan Łukowicz – doktor, długoletni dyrektor szpitala w Chojnicach, działacz społeczny i regionalny, za młodu brał czynny udział w tajnym kółku Filomatów Pomorskich.